# D'une famille à l'autre
Pour plus de détails, voir Fiche technique et Distribution.
D'une famille à l'autre (Mãe Só Há Uma) est un film brésilien d'Anna Muylaert, sorti en 2016.

## Synopsis
Pierre, à qui sa mère laisse une grande liberté, profite de son adolescence à São Paulo.
Cependant, un test ADN remet tout en cause : il a été volé à la naissance, tout comme sa sœur. Retrouvant sa famille biologique, il va devoir reprendre son vrai nom, Felipe, et apprendre à cohabiter malgré tout ce qui les oppose.

## Fiche technique[3]
- Titre original : Mãe Só Há Uma
- Titre français : D'une famille à l'autre
- Titre international : Don't Call Me Son
- Réalisation : Anna Muylaert
- Scénario : Anna Muylaert avec la collaboration de Marcelo Caetano
- Direction artistique : Thales Junqueira
- Costumes : Diogo Costa
- Photographie : Barbara Alavarez
- Son : Miriam Biderman
- Montage :Anna Muylaert
- Musique : Berna Ceppas
- Production : Anna Muylaert, Maria Ionescu, Sara Silveira
- Société de production : Dezenove Som e Imagem
- Société de distribution : Version originale / Condor
- Pays d'origine :  Brésil
- Langue originale : portugais
- Format : 1.85 : 1
- Genre : Drame
- Durée : 82 minutes
- Dates de sortie : 
  - France : 20 juillet 2016

## Distribution
- Naomi Nero : Pierre / Felipe
- Daniel Nefussi : Aracy / Gloria, la mère
- Matheus Nachtergaele : Matheus, le père
- Daniel Bothelo : Joca, le frère cadet
- Lais Dias : Jaqueline / Cristina, la sœur cadette
- Luciana Paes : « Tia » Yara, la cousine du père décédé
- Helena Albergaria : Sueli
- Luciano Bortoluzzi : Marcelo
- June Dantas : Walmissa
- Renan Tenca : René

## Distinctions
- Festival international du film de Berlin : Männer Magazine Readers' Jury Award